# Wolf-Dieter Hepach
Wolf-Dieter Hepach (* 24. September 1939 in Blaustein; † 18. August 2018 in Ingolstadt) war ein deutscher Historiker und Pädagoge. Als Stadthistoriker von Ulm verfasste er mehrere Sachbücher und Bildbände.

## Leben
Wolf-Dieter Hepach wurde als Sohn eines Lehrers am 24. September 1939 in Ulm geboren und wuchs im nahe gelegenen Klingenstein, heute Ortsteil der Stadt Blaustein, auf. Seine Kindheitsjahre waren vom Zweiten Weltkrieg überschattet. Er besuchte das Kepler-Gymnasium in Ulm und absolvierte dort im Jahr 1959 das Abitur. Nach dem Studium der Fächer Geschichte, Philosophie und Anglistik in München und Bristol wurde er 1973 an der Universität Erlangen-Nürnberg zum Dr. phil. promoviert.
Als promovierter Historiker war er von 1967 bis 1982 als Lehrer am Ulmer Mädchengymnasium (heute Hans und Sophie Scholl-Gymnasium) tätig. Die längste Zeit seines Berufslebens verbrachte er an seiner alten Schule, dem Kepler-Gymnasium, dessen Rektor er wurde. Außerdem war Hepach geschäftsführender Schulleiter der Ulmer Gymnasien. Nach 22 Jahren ging er im Jahr 2004 als dienstältester Schulrektor des Oberschulamtsbezirks in den Ruhestand.
Hepach war auf vielfältige Weise in Ulm gesellschaftlich engagiert. Ab 1990 stand er vierundzwanzig Jahre lang der Ulmer Museumsgesellschaft vor und war deren Ehrenvorsitzender. Als Historiker war er Autor von Publikationen zur Geschichte der Stadt Ulm und des Alb-Donau-Kreises, darunter auch mehrere Firmengeschichten. Seine 2007 veröffentlichte Geschichte der Universität Ulm zu deren 40-jährigem Bestehen trug ihm 2010 die Ehrenmedaille der Universität ein. 2008 wurde Hepach die Heimatmedaille des Landes Baden-Württemberg verliehen. 2013 zeichnete ihn die Stadt Ulm mit ihrer Bürgermedaille aus.
Wegen gesundheitlicher Probleme zog Hepach im Alter mit seiner Frau in die Nähe seiner Kinder nach Ingolstadt. Dort starb er am 18. August 2018, wenige Wochen vor Vollendung seines 79. Lebensjahres. Im Ulmer Münster fand am 28. August 2018 eine öffentliche Trauerfeier für ihn statt.

## Familie
Wolf-Dieter Hepach war mit Kristin Hepach verheiratet. Er hat zwei Söhne und eine Tochter.

## Auszeichnungen und Ehrungen
- 2008: Heimatmedaille des Landes Baden-Württemberg
- 2010: Ehrenmedaille der Universität Ulm
- 2013: Ulmer Bürgermedaille

## Publikationen (Auswahl)
- Ulm im Königreich Württemberg 1810–1848. Kohlhammer, 1980, ISBN 3-17-002757-3.
- Schwenk 1847–1997, Fünf Generationen – Ein Werk. E. Schwenk, Baustoffwerke KG, Ulm 1997.
- Wolf-Dieter Hepach, Rupert Leser, Ekhard Maus: Ulm Impressionen. Süddeutsche Verlagsgesellschaft Ulm im Jan Thorbecke Verlag, 2004, ISBN 3-7995-8002-6.
- Die Universität Ulm – Lebendige Tradition. Neue Horizonte. Süddeutsche Verlagsgesellschaft Ulm im Jan Thorbecke Verlag, Ulm 2007, ISBN 978-3-7995-0187-3.
- Wolf Dieter Hepach, Wolfgang Adler: 'Flugpioniere von Ulm 1811–1911. Hrsg.: Michael Wettengel, Haus der Stadtgeschichte Ulm - Stadtarchiv Ulm. Klemm u. Oelschläger, Ulm 2010, ISBN 978-3-86281-004-8.